# Nias (jezik)
Nias jezik (niaski jezik; ISO 639-3: nia), sumatranski jezik na otocima Niasom i Batuom pred obalom Sumatre u provinciji Sumatera Utara (Sjeverna Sumatra), Indonezija. Postoje dva dijalekta koja se zovu po otocima a pripada užoj podskupini sjevernosumatranskih jezika u koju još idu simeulue i sikule.
480 000 govornika (1989).

## Vanjske poveznice
- Ethnologue (14th)
- Ethnologue (15th)